# Miroslav Moljk
Miroslav Moljk, pripadnik TO, * 27. februar 1971, † 12. julij 1991.
Umrl je kot pripadnik teritorialne obrambe skupaj z Antonom Žakljem v prometni nesreči na magistralni cesti med Vrhniko in Logatcem na kraju »Cesarski Vrh« križišče za Zaplano. Posmrtno podeljen častni vojni znak.
Živel je v Rovtarskih Žibršah. Izučen je bil za zidarja in zaposlen v gradbenem podjetju Gradnik Logatec. Vpoklican v TO in deloval v 53. območnem štabu TO.